# Lotschen (Ruttersdorf-Lotschen)
Lotschen ist ein Teil der Gemeinde Ruttersdorf-Lotschen im Saale-Holzland-Kreis in Thüringen.

## Lage
Das weilerartige Dorf liegt nordwestlich von Stadtroda und nördlich der Bundesautobahn 4 in einem muldenartigen Tal in der Nähe der Landesstraße 2315 von Hermsdorf nach Stadtroda. Die Gemarkung ist kupiert und mit Wald umfriedet.  Östlich von Lotschen liegt der in den 1960er Jahren errichtete Wasserspeicher Ruttersdorf.

## Geschichte
Das Dorf wurde 1406 erstmals urkundlich erwähnt.
1885 gründete sich die Freiwillige Feuerwehr des Ortes. 1909 erhielt Lotschen Anschluss an das Stromnetz. 1948 erreichte die Einwohnerzahl durch den Zuzug zahlreicher Vertriebener mit 150 einen Höchststand. Im Jahr 1950 erfolgte eine Abstimmung über die Vereinigung der Gemeinde Lotschen mit dem Nachbarort Ruttersdorf. Obwohl der Zusammenschluss von den Lotschenern zu 100 Prozent abgelehnt wurde, wurden beide Orte am 1. Juli 1950 zur Gemeinde Ruttersdorf-Lotschen zusammengeschlossen.
Die 1960 in Ruttersdorf gegründete Landwirtschaftliche Produktionsgenossenschaft “Buntsandstein” begann im Herbst 1966 mit der Errichtung einer Stallanlage für 200 Rinder am Ortsrand. In den 1970er Jahren wurde am Stausee Ruttersdorf eine Bungalowsiedlung errichtet.
Anfang 2017 lebten 49 Personen im Ort.